# Copa de Clubes de la CECAFA 1967
La Copa de Clubes de la CECAFA 1967 fue la primera edición de este torneo de fútbol a nivel de clubes de África organizado por la CECAFA y que contó con la participación de 5 equipos representantes de 3 países.
El Abaluhya United de Kenia al Sunderland de Tanzania en la final disputada en Nairobi, Kenia para ser los primeros ganadores del torneo, aunque esta edición no es reconocida como la primera.

## Primera ronda
| Equipo 1        | Agr. | Equipo 2   | Ida | Vuelta |
| --------------- | ---- | ---------- | --- | ------ |
| Abaluhya United | 5-3  | TPC Arusha | 2-2 | 3-11   |

1- Se jugó un partido de desempate en Nairobi.

## Semifinales
| Equipo 1   | Resultado  | Equipo 2        |
| ---------- | ---------- | --------------- |
| Sunderland | 3-1        | Feisal FC       |
| Express FC | 2-3 (t.e.) | Abaluhya United |

## Final
| 13 de mayo de 1967 | Abaluhya United                                              | 5:0 | Sunderland | Nairobi City Stadium, Nairobi, Kenia |  |
|                    | Ambani 17' · Shabasinya 40', 60' · Ojiambo 86' · Kadenge 88' |     |            |                                      |  |

## Campeón
| Copa de Clubes de la CECAFA 1967 |
| -------------------------------- |
| Bandera de Kenia                 |
| Abaluhya United 1º Título        |